# آلن وینسنت
آلن وینسنت (انگلیسی: Allen Vincent؛ ‏ ۲۸ اوت ۱۹۰۳ – ۳۰ نوامبر ۱۹۷۹) فیلم‌نامه‌نویس، و بازیگر اهل ایالات متحده آمریکا بود.
از فیلم‌ها یا برنامه‌های تلویزیونی که وی در آن نقش داشته‌است، می‌توان به جانی بلیندا، طلای ساتر و معمای موزه موم اشاره کرد.